# Lamminrova
Lamminrova är en kulle i Finland.  Den ligger i Rovaniemi i landskapet Lappland, i den norra delen av landet, 700 km norr om huvudstaden Helsingfors. Toppen på Lamminrova är 202 meter över havet.
Terrängen runt Lamminrova är huvudsakligen platt. Runt Lamminrova är det mycket glesbefolkat, med 2 invånare per kvadratkilometer. Det finns inga samhällen i närheten. 